# Квантове безсмертя
Квантове безсмертя — уявний експеримент, що випливає з уявного експерименту з квантовим самогубством і стверджує, що згідно з  багатосвітовою інтерпретацією квантової механіки істоти, що мають здатність до самосвідомості — безсмертні.

## Зміст уявного експерименту
Уявімо, що учасник експерименту підриває  ядерну бомбу поблизу себе. Практично у всіх паралельних всесвітах ядерний вибух знищить учасника. Але попри це, має існувати невелика множина альтернативних всесвітів, в яких учасник будь-яким чином виживає (тобто всесвітів, в яких можливий розвиток потенційного сценарію порятунку). Ідея квантового безсмертя полягає в тому, що учасник залишається живим, і тим самим здатний сприймати навколишню реальність, щонайменше в одному із всесвітів, нехай навіть кількість таких всесвітів нехтувально мала в порівнянні з кількістю всіх можливих всесвітів. Таким чином, з часом, учасник виявить, що він може жити вічно. Деякі паралелі з цим наслідком можуть бути знайдені в концепції  антропного принципу.
Інший приклад випливає з ідеї квантового самогубства. У цьому уявному експерименті учасник направляє на себе рушницю, яка може або вистрілити, або ні, в залежності від результату розпаду якого-небудь радіоактивного атома. Ймовірність того, що в результаті експерименту рушниця вистрілить і учасник помре, становить 50%. Якщо Копенгагенська інтерпретація вірна, то рушниця в кінцевому підсумку вистрілить, і учасник помре. Якщо ж вірна багатосвітова інтерпретація Еверетта, то в результаті кожного проведеного експерименту всесвіт розщеплюється на два всесвіти, в одному з яких учасник залишається живий, а в іншому — гине. У світах, де учасник вмирає, він перестає існувати. Навпаки, з точки зору не померлого учасника, експеримент триватиме, не приводячи до зникнення, оскільки після кожного розщеплення всесвітів він буде здатний усвідомлювати себе тільки в тому всесвіті, де він вижив. Таким чином, якщо багатосвітова інтерпретація Еверетта вірна, то учасник може помітити, що він ніколи не загине в ході експерименту, тим самим «доводячи» своє безсмертя, принаймні з його точки зору.

## Необхідні допущення та предмет суперечки
Прихильники квантового безсмертя вказують на те, що ця теорія не суперечить жодним відомим законам  фізики (ця позиція далека від одностайного визнання в науковому світі). У своїх міркуваннях вони спираються на такі два спірних допущення:
1. Правильна  багатосвітова інтерпретація Еверетта, а не Копенгагенська інтерпретація, оскільки остання заперечує існування  паралельних всесвітів.
2. Всі можливі сценарії, в яких у ході експерименту учасник може померти, містять принаймні малу підмножину сценаріїв, де учасник залишається в живих.

Можливим аргументом проти теорії квантового безсмертя може бути те, що друге допущення не обов'язково випливає з багатосвітової інтерпретації Еверетта, і воно може вступати в протиріччя з законами фізики, які, як вважається, поширюються на всі можливі реальності. Багатосвітова інтерпретація квантової фізики не обов'язково припускає, що «все можливо». Вона лише вказує на те, що в певний момент часу всесвіт може розділитися на деяку кількість інших, кожний з яких буде відповідати одному з множини всіх можливих наслідків. Наприклад, вважається, що другий початок термодинаміки справедливий для всіх ймовірних всесвітів. Це означає, що теоретично існування цього закону перешкоджає утворенню  паралельних всесвітів, де він порушувався б. Наслідком цього може бути досягнення з точки зору експериментатора такого стану реальності, де його подальше виживання стає неможливим, оскільки це вимагало би порушення закону фізики, який, за висловленим раніше допущенням справедливий для всіх можливих реальностей.
Наприклад, при вибуху ядерної бомби, описаному вище, досить важко описати правдоподібний сценарій, що не порушує основних біологічних принципів, в яким учасник залишиться в живих. Живі  клітини просто-напросто не можуть існувати при температурах, що досягаються в центрі ядерного вибуху. Для того щоб теорія квантового безсмертя залишилася справедливою, необхідно, щоб або відбулася осічка (і тим самим не сталося ядерного вибуху), або трапилася яка-небудь подія, що ґрунтувалася б на поки невідкритих або недоведених законах фізики. Іншим аргументом проти обговорюваної теорії може служити наявність у всіх істот природної біологічної смерті, яку неможливо уникнути ні в одному з паралельних всесвітів (принаймні на даному етапі розвитку науки).
З іншого боку, другий початок термодинаміки є статистичним законом, і нічому не суперечить виникнення флуктуації (наприклад, поява області з умовами, придатними для життя спостерігача у всесвіті, що досягнув стану теплової смерті; або в принципі є можливим рух всіх частинок, що виникли в результаті ядерного вибуху, таким чином, що кожна з них пролетить повз спостерігача), хоча така флуктуація виникне лише у вкрай малій частині з усіх можливих наслідків. Аргумент, що відноситься до неминучості біологічної смерті, також може бути спростованим на підставі ймовірнісних міркувань. Для кожного живого організму в будь-який час існує ненульова ймовірність, що він житиме протягом наступної миті. Таким чином, імовірність того, що він житиме протягом наступного мільярда років, також відмінна від нуля (оскільки є твором великого числа ненульових співмножників), хоча і дуже мала.
Іншим можливим проблематичним аспектом в ідеї квантового безсмертя може бути те, що згідно з нею самоусвідомлююча істота буде «змушена» переживати надзвичайно малоймовірні події, які будуть виникати в ситуаціях, де учасник, здавалося б, повинен загинути. Навіть не зважаючи на те, що в багатьох паралельних всесвітах учасник вмирає, ті деякі всесвіти, які учасник здатний суб'єктивно сприймати, будуть розвиватися за вкрай малоймовірним сценарієм. Це в свою чергу може в деякому роді викликати порушення  принципу причинності, природа якого у квантовій фізиці ще недостатньо ясна.
Хоча ідея квантового безсмертя і випливає більшою частиною з уявного експерименту з  квантовим самогубством, Макс Тегмарк, один з авторів цього експерименту, заявив, що не вважає квантове безсмертя наслідком його роботи. Він стверджує, що за будь-яких нормальних умов будь-яка мисляча істота перед смертю проходить через етап зменшення рівня самосвідомості, ніяк не пов'язаний з квантовою механікою (цей спад може протривати від кількох секунд до декількох років). Таким чином, на думку Макса Тегмарка, в учасника немає ніякої можливості для тривалого існування за допомогою переходу з одного світу в інший, що дав би йому можливість вижити.
Цікавим аспектом ідеї квантового безсмертя є те міркування, що усвідомлюючий себе розумний спостерігач лише у відносно малому числі можливих станів, при яких він зберігає самосвідомість, надалі залишається в, так би мовити, «здоровому тілі». Наприклад, флуктуація, що дозволила спостерігачу залишитися в живих при вибуху ядерної бомби, не зобов'язана залишати його тіло абсолютно неушкодженим. Безліч результатів, в яких спостерігач, зберігши свідомість, залишиться скаліченим, контуженим, обпаленим, що страждаючим  променевою хворобою, значно ширший множини результатів, в яких спостерігач залишиться цілим і неушкодженим. Будь-яка система (у тому числі живий організм) має набагато більше можливостей функціонувати неправильно, ніж залишатися в ідеальній формі. Ергодична гіпотеза Больцмана вимагає, щоб безсмертний спостерігач рано чи пізно пройшов всі стани, сумісні зі збереженням свідомості, у тому числі й ті, в яких він буде відчувати нестерпні страждання, — і таких станів буде значно більше, ніж станів оптимального функціонування організму. Таким чином, як вважає філософ Девід Люіс, нам слід було б сподіватися, що багатосвітова інтерпретація невірна.

## У фантастиці
- Ідея квантового безсмертя була використана Грегом Іганом в його романі  Permutation City.
- Ця та пов'язані з нею теми розглядаються в оповіданнях «Все міріади шляхів» [Архівовано 22 Листопада 2011 у Wayback Machine.]  Ларрі Нівена і «Поділений на нескінченність» Роберта Чарльза Вілсона.
- Фільм «Донні Дарко» має деякі натяки на розглянуту ідею.
- У романі Ніла Стівенсона «Анатем» основний конфлікт книги був розв'язаний завдяки здатності одного з героїв до квантового безсмертя.
- У романі (і фільмі) « Престиж» показана ідея, що почасти нагадує квантове безсмертя.
- У грі «Silent Hill 4: The Room» маніяк Волтер Салліван після здійснення ретельного самогубства продовжує жити в своєму особистому парралельном світі, витканому з спогадів, як безсмертний дух.
- У романі Чака Паланіка «Рент. Біографія Бастера Кейсі» головний герой стає безсмертним, шляхом убивства власних батьків у минулому.
- На основі ідеї квантового безсмертя написана книга  Володимира Савченка «П'ятий вимір».